# Pierre Attaingnant
Pierre Attaingnant ou Attaignant (c. 1494 – final de 1551 ou 1552) foi um editor musical francês, ativo em Paris. Foi um dos primeiros a imprimir música usando o método de impressão única, reduzindo significativamente o trabalho envolvido, e publicou obras de mais de 150 compositores.

## Vida
Attaingnant aprendeu o ofício de impressão inicialmente imprimindo "livros de horas" com o impressor Philippe Pigouchet, que os vendia para a livraria de Simon Vostre, localizada na rua São João Evangelista, perto da Universidade de Sorbonne, no distrito estudantil parisiense. Posteriormente, Pigouchet tornou-se sogro de Attaingnant quando este se casou com sua filha.
Attaingnant publicou mais de 1500 chansons de diversos compositores, incluindo os parisienses Claudin de Sermisy, Pierre Sandrin e Pierre Certon, e destacadamente Clément Janequin, com cinco livros de chansons de Josquin Desprez. Attaingnant obteve privilégios reais para seus livros de música, que foram renovados várias vezes. Em 1537, foi nomeado imprimeur et libraire du Roy en musique (impressor e livreiro do Rei para música) por Francisco I da França.

## Obras
A principal contribuição de Attaingnant para a impressão musical foi a popularização do método de impressão única, que ele utilizou pela primeira vez em sua publicação de 1528, Chansons nouvelles en musique à quatre parties, um livro de chansons. Nesse sistema, as notas eram impressas diretamente em segmentos de pauta, permitindo que as notas, linhas da pauta e o texto fossem impressos em uma única passagem pela prensa. A principal desvantagem desse método era o alinhamento das linhas da pauta, que frequentemente apresentavam uma aparência "irregular" — algumas ligeiramente mais altas ou desalinhadas em relação às outras. No entanto, esse método tornou-se o padrão para impressão musical em toda a Europa nos séculos XVI e XVII.
Embora Attaingnant seja frequentemente creditado como o primeiro a desenvolver essa técnica, um estudioso sugeriu que John Rastell, um impressor inglês em Londres, foi o primeiro a usar a impressão única em 1520. Em contraste, o biógrafo de Attaingnant, Daniel Heartz, analisou os registros de inventário do impressor e outros documentos e concluiu que as alegações de Attaingnant sobre a invenção da técnica provavelmente eram verdadeiras.
Além de suas 36 coletâneas de chansons, ele também publicou livros com peças em tablatura para alaúde ou teclado, assim como missas e motetes.
Entre os documentos mais importantes para a música de teclado em geral e para a música renascentista francesa para teclado em particular estão os sete volumes publicados por Attaingnant em Paris na primavera de 1531:
1. Dixneuf chansons musicales reduictes en la tabulature des Orgues Espinettes Manichordions, et telz semblables instrumentz musicaulx... Idibus Januraii 1530 (sic).
2. Vingt et cinq chansons musicales reduictes en la tabulature des Orgues Espinettes Manichordions, et telz semblables instrumentz musicaulx... Kal. 1530 (sic).
3. Vingt et six chansons musicales reduictes en la tabulature des Orgues Espinettes Manichordions, et telz semblables instrumentz musicaulx... Non. Frebruaii 1530 (sic).
4. Quatorze Gaillardes neuf Pavennes, sept Branles et deux Basses Dances le tout reduict de musique en la tabulature du jeu d'Orgues Espinettes Manicordions et telz semblables instrumentz musicaulx... (fevereiro de 1531?).
5. Tabulature pour le jeu d’Orgues, Espinettes et Manicordions sur le plain chant de Cunctipotens et Kyrie Fons. Avec leurs Et in terra, Patrem, Sanctus et Agnus Dei... (março de 1531).
6. Magnificat sur les huit tons avec Te Deum laudamus et deux Preludes, le tout mys en tabulature des Orgues Espinettes et Manicordions, et telz semblables instrumentz... Kal. Martii 1530.
7. Treze Motetz musicaulx avec ung Prelude, le tout reduict en la Tabulature des Orgues Espinettes et Manicordions et telz semblables instrumentz... Kal. Aprilis 1531.

## Legado
Das publicações de Attaingnant, 111 são conhecidas por terem sobrevivido até os dias atuais, e elas formam uma importante fonte de informação sobre a música do século XVI.